# Кубок Бангладеш з футболу 2023—2024
Кубок Бангладеш з футболу 2023—2024 — 35-й розіграш кубкового футбольного турніру у Бангладеш. Титул володаря кубка здобув Башундхара Кінгс.

## Календар
| Раунд           | Дата                            | Матчі | Клуби  |
| --------------- | ------------------------------- | ----- | ------ |
| Груповий турнір | 26 грудня 2023 – 13 лютого 2024 | 12    | 12 → 8 |
| 1/4 фіналу      | 2–30 квітня 2024                | 4     | 8 → 4  |
| 1/2 фіналу      | 7–14 травня 2024                | 2     | 4 → 2  |
| Фінал           | 22 травня 2024                  | 1     | 2 → 1  |

## 1/4 фіналу
| Команда 1                 | Рахунок | Команда 2             |
| ------------------------- | ------- | --------------------- |
| 3 квітня 2024             |         |                       |
| Мохамеддан                | 2:1     | Шейх Руссель          |
| 16 квітня 2024            |         |                       |
| Башундхара Кінгс          | 2:0     | Рахматжанж МФС        |
| 23 квітня 2024            |         |                       |
| Шейх Джамал Дхамонді Клаб | 0:3     | Бангладеш Поліс       |
| 30 квітня 2024            |         |                       |
| Фортіс                    | 1:3     | Дакка Абахані Лімітед |

## 1/2 фіналу
| Команда 1        | Рахунок | Команда 2             |
| ---------------- | ------- | --------------------- |
| 7 травня 2024    |         |                       |
| Мохамеддан       | 2:1     | Бангладеш Поліс       |
| 14 травня 2024   |         |                       |
| Башундхара Кінгс | 3:0     | Дакка Абахані Лімітед |

## Фінал
| Команда 1      | Рахунок | Команда 2        |
| -------------- | ------- | ---------------- |
| 22 травня 2024 |         |                  |
| Мохамеддан     | 1:2 дч  | Башундхара Кінгс |